# Něrpičje (Kamčatka)
Něrpičje (rusky Нерпичье znamená v ruštině tulení (podle něrpa – druh tuleně)) je jezero na východě poloostrova Kamčatka v Kamčatském kraji v Rusku. Má rozlohu 552 km², střední hloubka je 4,5 m, maximální 11 m.

## Pobřeží
Severozápadní část jezera se nazývá jezero Kultučnoje (104 km²)

## Vodní režim
Zdrojem vody jsou sněhové a dešťové srážky. Kolísání úrovně hladiny je svázáno s přílivem a s odlivem a také s vlivem větru. Do jezera ústí 117 drobných řek a odtéká řeka Ozjornaja (přítok řeky Kamčatky).